# ایمی مالینز
اِیمی مالینز (انگلیسی: Aimee Mullins؛ زادهٔ ۲۰ ژوئیهٔ ۱۹۷۶) یک قهرمان ورزشی، بازیگر و مانکن اهل ایالات متحده آمریکا است.

## اوان زندگی

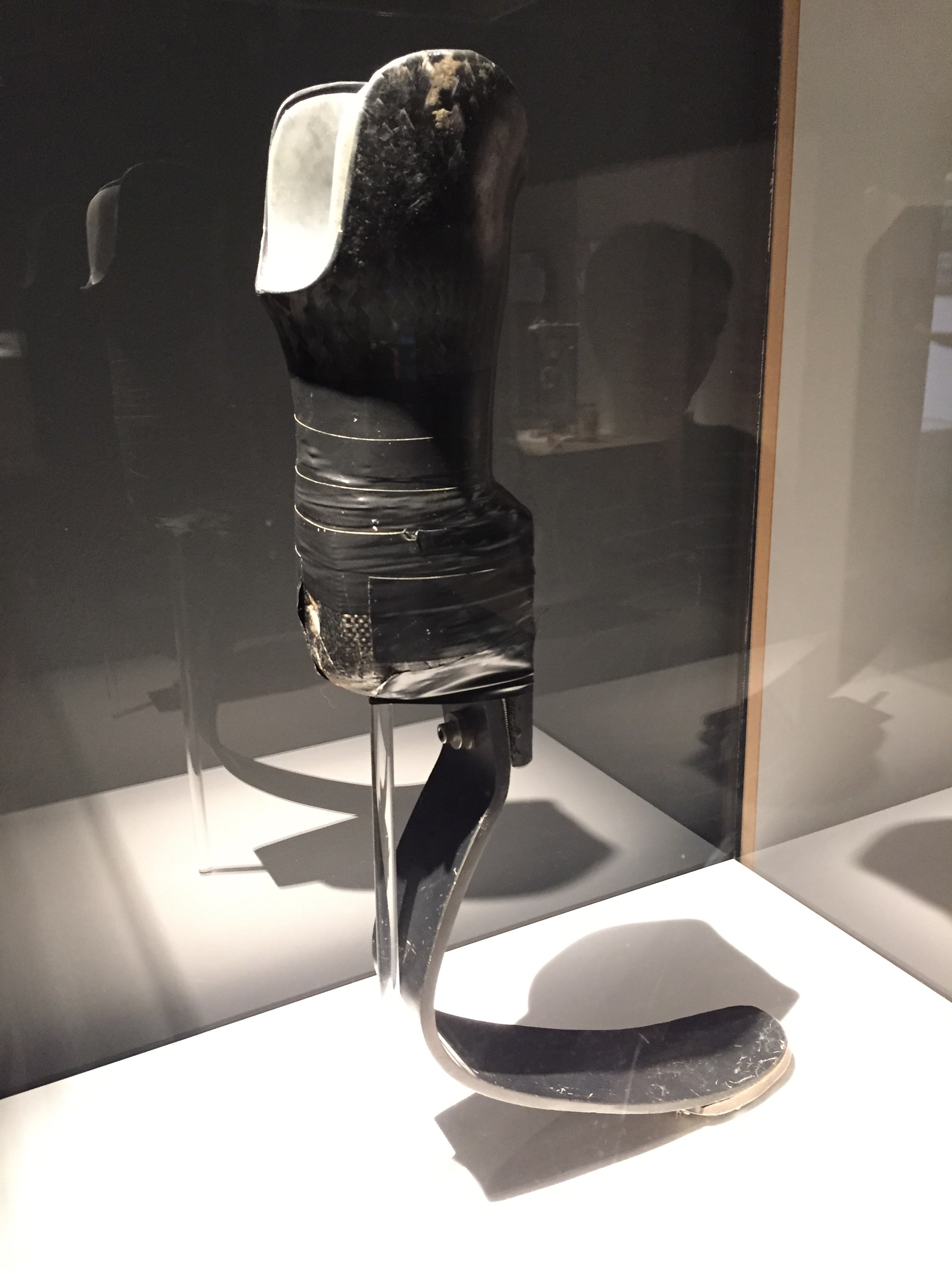
پای مصنوعی اِیمی مالینز

پاهای ایمی مالینز را در سنِ یک سالگی به دلیل «فقدان مادرزادی استخوان نازک‌نی»، از زانو به پائین قطع کردند.
وی دوران دبیرستان را در «دبیرستان پارک‌لند» در آلن‌تاون گذراند و سپس برای ادامه تحصیل به دانشگاه جرج‌تاون در واشینگتن، دی.سی. رفت. در همان دوران موفق شد یک بورسیهٔ کارآموزی در بخش «امور خارجه» در پنتاگون دریافت کند.
ایمی در سرتاسر جهان، سخنرانی‌هایی دربارهٔ بدن، هویت، طراحی و نوآوری داشته است و سخنرانی‌اش در «تد» از پربیننده‌ترین برنامه‌های این سازمانِ غیرانتفاعی بوده و به ۴۱ زبانِ زندهٔ دنیا ترجمه شده است.
خانوادهٔ پدری او ساکن شهرستان کلر هستند و او که تباری ایرلندی دارد، تابعیتِ دوگانهٔ ایالات متحده آمریکا و ایرلند را داراست.

## زندگی ورزشی
ایمی ورزش را از کودکی با اسکی و سافت‌بال آغاز نمود و در مسابقات سافت‌بال جوانان، در «بیس‌دزدی» صاحب رکورد بود. او در دوران دانشجویی به ورزش «دو و میدانی» روی آورد. او نخستین فردی در جهان است که با پاهای مصنوعی فیبرکربنی موسوم به «چیتا» دویده است و باعث شداین نوع پاهایی مصنوعی مشهور شوند. او از سال ۲۰۰۷ تا ۲۰۰۹ میلادی، به سِمَت رئیسِ «بنیاد ورزش بانوان» منصوب شد تا سفیر تمام ورزشکاران زن آمریکایی باشد. این بنیاد، توسط «بیلی جین کینگ»، یکی از بانوان پیشگام در ورزش، تأسیس شده بود.
ایمی در مسابقات پارالمپیک ۱۹۹۶ در آتلانتا حضور داشت و ۱۰۰ متر کلاس تی۴۲–۴۶ را در ۱۲٫۸۸ ثانیه دوید و ۵٫۱۴ متر هم در پرش طول کلاس اف۴۲–۴۶ پرید. وی پیش از آنکه در سال ۱۹۹۸ از ورزش حرفه‌ای کناره‌گیری کند، رکوردار جهانی دو ۱۰۰ متر، ۲۰۰ متر و پرش طول بود.
او به همراه تریسا ادواردز در بازی‌های المپیک تابستانی ۲۰۱۲ و بازی‌های پارالمپیک تابستانی ۲۰۱۲ در لندن، پرچم‌دار کاروان ورزشی اعزامی ایالات متحده آمریکا بود. در آمریکا، این مسئولیت، بزرگترین افتخاری است که یک شهروند آمریکایی ممکن است از «کمیتهٔ المپیک ایالات متحده آمریکا» دریافت کند.
در سال ۲۰۱۲ میلادی، هیلاری کلینتون، وزیرِ امور خارجهٔ وقت آمریکا، او را به عضویتِ «شورای ورزشی وزارت امور خارجه، جهت توانمندسازی زنان و دختران از طریق ورزش» درآورد.
به منظور احترام و بزرگداشت مشارکت‌های فرهنگی او در امر ورزش، «موزه زنان» در دالاس تگزاس، نام وی را در فهرست «بزرگترین زنان قرن بیستم» آورده است.
مجلهٔ اسپورتس ایلاستریتد او را یکی از «باحال‌ترین دختران ورزشکار» نامید.

## دنیای مُد
ایمی در سال ۱۹۹۸ میلادی، وارد دنیای مُد شد و مدتی، مانکن طراح مشهور انگلیسی الکساندر مک‌کوئین بود. او می‌تواند با تعویض پاهای مصنوعی خود، قدش را از ۱٫۷۳ تا ۱٫۸۵ تغییر دهد. مجلهٔ پیپل او را یکی از ۵۰ فرد زیبای جهان نامیده است.
تاکنون، عکاسان برجستهٔ فراوانی از او عکس گرفته و تصویرش بر جلد مجلات مشهوری چون «وُگ» و «ال» چاپ شده است. او مانکن «لورئال پاریس» است و تصویرش بر روی جعبهٔ محصولات این شرکت چاپ می‌شود. در فوریهٔ ۲۰۱۱ میلادی، شرکت لورئال فرانسه، او را به عنوان سفیر خود انتخاب کرد و بدین ترتیب ایمی، در کنار دیگر سفیران لورئال، از جمله جنیفر لوپز، بیانسه، دایان کیتن، لتیسیا کاستا، کلودیا شیفر، میلا یوویچ، اوا لونگوریا، جولیان مور و ریچل وایس قرار گرفت.

## گزیدهٔ فیلم‌شناسی
- دیوانه (۲۰۱۸)
- رفتار درخور (۲۰۱۴)
- سرقت از اوباش (۲۰۱۴)
- جوانان (۲۰۱۴)
- گزارش کلبر (۲۰۱۰)
- مرکز تجارت جهانی (۲۰۰۶)
- پوآرو - اپیزود پنج خوک کوچک (۲۰۰۳)